# Salif Keita (calciatore 1975)
Salif Keita, in lingua madre francese Salif Keïta (Dakar, 19 ottobre 1975), è un ex calciatore senegalese, di ruolo attaccante.

## Carriera

### Club
Ha giocato nel campionato senegalese, belga, tedesco, greco e cipriota.

### Nazionale
Con la maglia della nazionale ha partecipato alla Coppa d'Africa nel 2000.

## Palmarès

### Club

#### Competizioni nazionali
- Coppa del Belgio: 1

Genk: 1997-1998
- Campionato tedesco di seconda divisione: 1

Hannover 96: 2001-2002